# 瓜納雷
瓜納雷是委內瑞拉的城市，也是波圖格薩州的首府，位於該國西北部，始建於1591年11月3日，面積2,008平方公里，海拔高度183米，主要經濟活動是農業，2008年人口235,201。